# Poemenesperus carreti
Poemenesperus carreti es una especie de escarabajo longicornio del género Poemenesperus, tribu Tragocephalini, subfamilia Lamiinae. Fue descrita científicamente por de Lisle en 1955.
Se distribuye por Camerún. Mide aproximadamente 12-15,5 milímetros de longitud. El período de vuelo ocurre en el mes de diciembre.